# ハプスブルク級戦艦
ハプスブルク級戦艦 (Habsburg Klasse) はオーストリア＝ハンガリー帝国海軍が建造した前弩級戦艦の艦級である。

## 艦形

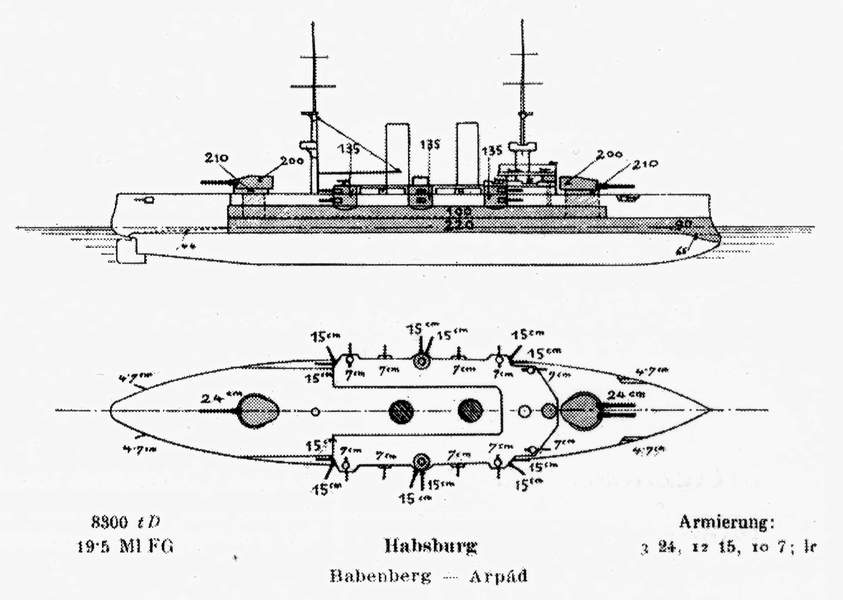
本級の武装と装甲の配置を示した図。

主行動海域であるアドリア海は、波が穏やかであるものの島嶼が多く、随所に狭水道が存在する環境であることから、これに適合した比較的小型の艦形とし、速力は同時期の他国の戦艦より高速である。
艦首には衝角が設けられていた。前甲板に連装砲塔に収められた24cm主砲1基を配置。艦中央部に艦橋、ミリタリー・マスト式の単脚式の前後檣、2本の煙突があった。煙突周囲は煙管型の通風筒が立ち並び、その間が艦載艇収容スペースとされた。後部甲板上には後ろ向きに24cm単装主砲塔が配置された。副砲（15cm単装砲）は、舷側ケースメイト配置とし、舷側に等間隔で上下に2基ずつ3箇所の片舷計6基の配置で計12基を搭載した。

## 兵装

### 主砲
主砲はクルップ社製1898年型C/94 24cm（35口径）砲を採用した。重量140kgの主砲弾を最大仰角30度で射距離13,700mまで届かせることができる性能であった。仰角は30度・俯角5度であった。旋回角度は首尾線方向を0度として左右150度であった。装填形式は固定角装填式で装填角度は仰角5度で行われ、発射速度は毎分1.8発であった。艦首側の砲塔は連装式で艦尾側の砲塔は単装式であった。

### その他の備砲・水雷兵装
副砲はSkoda 15cm（40口径）単装砲を採用した。重量45.3kgの砲弾を最大仰角20度で射距離13,700mまで届かせることができた。仰角は20度・俯角3度で旋回角度は150度の旋回角が可能であった。発射速度は毎分4～5発であった。これを舷側ケースメイト配置で計12基を配置した。
他に対水雷艇迎撃用にシュコダ社製7cm（50口径）速射砲を採用した。その性能は、重量4.5kgの砲弾を使用し最大仰角20度で射距離9,140mであった。仰角は20度・俯角10度で旋回角度は露天で360度の旋回角が可能であったが実際は上部構造物により射界に制限があった。発射速度は毎分10～15発であった。これを単装砲架で片舷5基ずつ計10基を装備した。更に4.7cm（43口径）単装機砲6基と4.7cm単装機砲を2基装備した。
水雷兵装として、53.3cm水中魚雷発射管を単装で4基装備した。

## 同型艦
- ハプスブルク（SMS Habsburg）
- バベンベルク（SMS Babenberg）（英語版）
- アルパード（SMS Árpád）（英語版）